# Aaron Smith (Schiedsrichter)
Aaron Smith (* 11. September 1987) ist ein US-amerikanischer Schiedsrichter im Basketball, der seit dem Jahr 2015 in der NBA tätig ist. Er trägt die Uniform mit der Nummer 51.

## Karriere

### College-Basketball
Vor dem Einstieg in die NBA arbeitete er vier Jahre als College-Basketballschiedsrichter in der Big South Conference.

### National Basketball Association
Smith begann im Jahr 2015 seine NBA-Schiedsrichterlaufbahn beim Spiel der Milwaukee Bucks gegen die Boston Celtics.
Zuvor war er drei Jahre als Schiedsrichter in der Women’s National Basketball Association tätig.